# 小田切春江
小田切 春江（おだぎり しゅんこう、文化7年（1810年） - 明治21年（1888年）10月19日）とは、江戸時代から明治時代にかけての名古屋の浮世絵師、画家。

## 来歴
高力猿猴庵及び森高雅の門人。小田切氏、名は忠近。俗称は伝之丞。春江、歌月庵喜笑と号す。尾張藩の藩士で禄高100石を営む小田切松三郎の長子として名古屋に生まれる。作画は天保から明治にわたる。天保9年（1838年）に家督を継いで藩の馬廻役、天保12年（1841年）に大番組となった。この年、名所図会制作のために尾張国内を歩いて回る。以降、幕末にいたるまで絵画、地図、版本などを旺盛に制作している。春江の絵は徹底して細密に描く点に特徴があった。元治元年（1864年）には書院番となり、明治に入って家督を子の春陵に譲った後、神職についた。また、明治13年（1880年）には名古屋博物館付属員となって工芸、意匠方面における指導的立場にたち、翌明治14年（1881年）、奈良東大寺の古器物及び古模様などを臨模、工芸界の人々に参考として提供、工芸デザイン面や地図、名所図会の方面に多大の貢献をする。門人に実子の小田切春陵がいる。名古屋区久屋町で没す。享年79。墓所は千種区平和公園の高岳院墓地。法名は唯称院清誉春江。

## 作品
版本
- 『尾張名所図会』 名所図会 岡田啓・野口道直撰 弘化元年（1844年）
- 『名区小景』 嘉永元年（1848年）
- 『尾張英傑画伝』 伝記 自画作 嘉永5年（1852年）
- 『奈留美加多』

肉筆画
| 作品名                           | 技法     | 形状・員数 | 寸法（縦x横cm） | 所有者         | 年代                 | 落款・印章       | 備考     |
| -------------------------------- | -------- | ---------- | --------------- | -------------- | -------------------- | ---------------- | -------- |
| 羽豆岬図                         | 絹本着色 | 1幅        |                 | 名古屋市博物館 | 天保12年（1841年）   |                  |          |
| 名古屋城俯瞰図                   | 絹本着色 | 1幅        |                 | 名古屋市博物館 | 天保13年（1842年）賛 | 款記「春江」     | 林通成賛 |
| 三国嶺雅遊図                     | 絹本着色 | 1幅        |                 | 名古屋市博物館 | 嘉永7年（1854年）    |                  |          |
| 農耕図                           | 紙本着色 | 1幅        |                 | 名古屋市博物館 |                      | 款記「春江謹圖」 |          |
| 参府行列図（尾張家参勤交代図）   | 紙本着色 |            | 28.8X2588.2     | 徳川美術館     |                      |                  |          |
| 五月節供初幟図（徳川義宜初節供） |          | 1幅        | 62.5X108.6      | 徳川美術館     |                      |                  |          |
| 清須総図                         | 紙本著色 | 1幅        | 39.3x97.5       | 個人           | 江戸後期～明治       | 款記「春江圖」   |          |